# Rhacophorus arvalis
Rhacophorus arvalis är en groddjursart som beskrevs av Lue, Lai och Chen 1995. Rhacophorus arvalis ingår i släktet Rhacophorus och familjen trädgrodor. IUCN kategoriserar arten globalt som starkt hotad. Inga underarter finns listade i Catalogue of Life.